# José Casanova
José Casanova Mendoza (Lima, 12 maggio 1964 – Oceano Pacifico, 8 dicembre 1987) è stato un calciatore peruviano, di ruolo centrocampista.

## Biografia
È deceduto nell'incidente aereo noto come Disastro aereo dell'Alianza Lima l'8 dicembre 1987.

## Carriera

### Club
Ha giocato nella prima divisione peruviana con l'Alianza Lima dal 1982 alla morte.

### Nazionale
Ha partecipato alla Coppa America del 1983.